# Baneuil
Baneuil – miejscowość i gmina we Francji, w regionie Nowa Akwitania, w departamencie Dordogne.
Według danych na rok 1990 gminę zamieszkiwało 299 osób, a gęstość zaludnienia wynosiła 34 osób/km² (wśród 2290 gmin Akwitanii Baneuil plasuje się na 881. miejscu pod względem liczby ludności, natomiast pod względem powierzchni na miejscu 1150.).